# 东北文教大学短期大学部
东北文教大学短期大学部（日语：／ Tōhoku Bunkyō Daigaku Tankidaigakubu *），简称文教短大，是一所位于日本山形县山形市 的私立短期大学。前山形短期大学（日语：／ Yamagata Tankidaigaku *）。

## 概要

### 简介
- 源流成立于1926年[1][2]。短期大学为于1966年开办[2]、由学校法人富泽学园经营、为男女同校[3]从2001年。「敬•爱•信」为建学精神[4]。

### 历史
- 1966年 山形女子短期大学成立并同时设置一个学科即日文科[2]。
- 1967年 幼儿教育科成立（改编为儿童学科[注 1]）[2]。
- 1987年 英文科成立[2]。
- 1999年 留学生业余课程成立[2]。
- 2001年 改校名为山形短期大学、开始招収男学生。人类福利学科成立[2]。
- 2004年 两个学科、招生最后、以下列举。次年合并为总合文化学科[2]。
  - 日文科
  - 英文科
- 2010年 再次改校名为东北文教大学短期大学部。

### 宪章
- 请参看东北文教大学短期大学部的标志（页面存档备份，存于） （日語） 2014年3月4日阅览。

## 学校环境
- 校区：在山形县山形市

## 历任校长
- 小仓勉：第一代短期大学校长[5]。
- 内田英子：现在短期大学校长[3]

## 组织

### 学科
- 总合文化学科
- 儿童学科
- 人类福利学科

### 前学科
| - 日文科 - 英文科 |

### 专科
| - 没有 |

### 业余课程
| - 留学生业余课程 |

### 附属学校
- 前山形短期大学附属幼儿园：成立于1967年[2]

### 附属机关
| - 图书馆 |

## 相关链接
- 日本短期大学列表